# Toluidin
Toluidin je souhrnné označení tří navzájem izomerních organických sloučenin, kterými jsou o-toluidin, m-toluidin a p-toluidin. Jedná se o aromatické aminy, které jsou methylovanými deriváty anilinu. Jednotlivé izomery se rozlišují podle polohy methylové skupiny (-CH3) vůči aminové (-NH2) skupině.
| Toluidiny                       | Toluidiny           | Toluidiny           | Toluidiny                      |
| ------------------------------- | ------------------- | ------------------- | ------------------------------ |
| Běžný název                     | o-toluidin          | m-toluidin          | p-toluidin                     |
| Další název                     | o-methylanilin      | m-methylanilin      | p-methylanilin                 |
| Systematický název              | 2-methylanilin      | 3-methylanilin      | 4-methylanilin                 |
| Chemický vzorec                 | C7H9N               | C7H9N               | C7H9N                          |
| Molární hmotnost                | 107,17 g/mol        | 107,17 g/mol        | 107,17 g/mol                   |
| Teplota skelného přechodu       | 189 K               | 187 K               | Ke skelnému přechodu nedochází |
| Teplota tání                    | −23 °C              | −30 °C              | 43 °C                          |
| Teplota varu                    | 199 až 200 °C       | 203 až 204 °C       | 200 °C                         |
| Hustota                         | 1,00 g/cm3          | 0,98 g/cm3          | 1,05 g/cm3                     |
| Měrná magnetická susceptibilita | 76,0 × 10−6 cm3/mol | 74,6 × 10−6 cm3/mol | 72,1 × 10−6 cm3/mol            |
| Registrační číslo CAS           | [95-53-4]           | [108-44-1]          | [106-49-0]                     |
| SMILES                          | Cc1ccccc1N          | Cc1cccc(N)c1        | Cc1ccc(N)cc1                   |
|                                 |                     |                     |                                |

Chemické vlastnosti toluidinů jsou podobné jako u anilinu a mnoha dalších aromatických aminů. Aminová skupina je mírně zásaditá. V čisté vodě se téměř nerozpouštějí, ovšem ve vodných roztocích kyselin se díky tvorbě aminiových solí rozpouští snadno. O- a m-toluidin jsou olejovité kapaliny, zatímco p-toluidin je v důsledku souměrnějších molekul pevná látka. P-toluidin lze připravit redukcí 4-nitrotoluenu. Toluidiny reagují s formaldehydem za tvorby Trögerovy zásady.

## Použití a výskyt
Nejčastěji používaným toluidinem je o-toluidin, který se používá na výrobu pesticidů metolachloru a acetochloru. Ostatní izomery jsou surovinami při výrobě barev a kyanoakrylátových lepidel.
U některých pacientů se tvoří o-toluidin jako metabolit prilokainu, přičemž může způsobit methemoglobinémii, k její léčbě se poté používá methylenová modř.